# 박소란
박소란(1981년 ~ )은 대한민국의 시인이다.

## 약력
1981년 서울에서 태어나 경남 마산에서 자랐다. 동국대학교 문예창작학과를 졸업하고, 2009년 《문학수첩》으로 등단했다. 2015년에는 신동엽문학상 시집 부문을 수상했다.2020년 《한 사람의 닫힌 문》시집으로 노작문학상을 수상했다. 2024년 현대문학상을 수상했다. 

## 저서

### 시집
- 《심장에 가까운 말》(창작과비평사, 2015) ISBN 978-89-364-2386-5 : 박소란은 이 시집을 “울기 위해 쓴 시집”이라고 이야기했다. 이해력은 좋지만 이해심이 부족한 사회에서 박소란은 자신의 슬픔을 돌아보고 체념하는 것으로 시를 통해 현실을 바라볼 수 있다고 생각한다.[2] 이 시집에서 시인은 생의 어두운 면을 포착해내는 관찰력으로 도시적 삶의 불우한 일상을 감성적 언어로 그려낸다.[3]